# 리바치반도

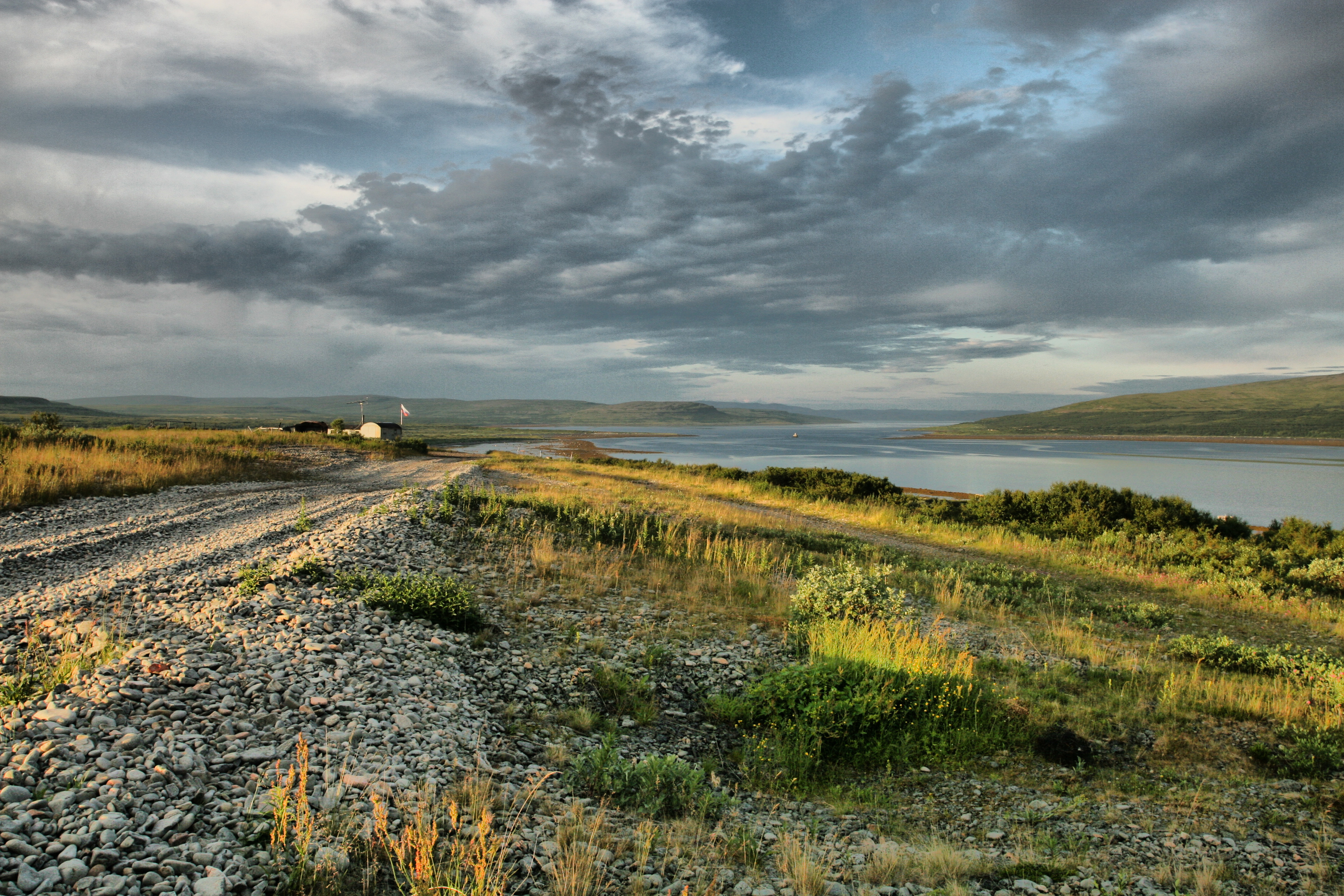

리바치반도(러시아어: Полуостров Рыбачий, 노르웨이어: Fiskerhalvøya, 핀란드어: Kalastajasaarento, 북부 사미어: Giehkirnjárga)는 러시아의 유럽쪽 부분의 북서쪽에 위치해 있는 반도이다. 의미는 '어부(Kalastaja)의 반도'라는 뜻이고, 2개의 지역으로 구성되어 있다. 스레드니반도(중앙반도)와 본토로 연결되어 있으며, 무르만스크주 페첸가군에 속해 있다.